# Seznam dílů seriálu Manifest
Toto je seznam dílů seriálu Manifest.

## Přehled řad
| Řada | Díly | Premiéra v USA    | Premiéra v USA | Stanice v USA |
| Řada | Díly | První díl         | Poslední díl   | Stanice v USA |
| ---- | ---- | ----------------- | -------------- | ------------- |
| 1    | 16   | 24. září 2018     | 18. února 2019 | NBC           |
| 2    | 13   | 6. ledna 2020     | 6. dubna 2020  | NBC           |
| 3    | 13   | 1. dubna 2021     | 6. října 2021  | NBC           |
| 4    | 20   | 4. listopadu 2022 | 2. června 2023 | Netflix       |

## Seznam dílů

### První řada (2018–2019)
| Č. v seriálu | Č. v řadě | Původní název               | Český název              | Režie                 | Scénář                                 | Premiéra v USA     |
| ------------ | --------- | --------------------------- | ------------------------ | --------------------- | -------------------------------------- | ------------------ |
| 1            | 1         | Pilot                       | Pilotní díl              | David Frankel         | Jeff Rake                              | 24. září 2018      |
| 2            | 2         | Reentry                     | Sestup                   | Dean White            | Jeff Rake a Matthew Lau                | 1. října 2018      |
| 3            | 3         | Turbulence                  | Turbulence               | Paul Holahan          | Gregory Nelson a Bobak Esfarjani       | 8. října 2018      |
| 4            | 4         | Unclaimed Baggage           | Nevyzvednutá zavazadla   | Craig Zisk            | Laura Putney a Margaret Easley         | 15. října 2018     |
| 5            | 5         | Connecting Flights          | Navazující lety          | Tawnia McKiernan      | Amanda Green a Margaret Rose Lester    | 22. října 2018     |
| 6            | 6         | Off Radar                   | Mimo radar               | Félix Enríquez Alcalá | Matthew Lau a MW Cartozian Wilson      | 5. listopadu 2018  |
| 7            | 7         | S.N.A.F.U.                  | Všechno špatně           | Michael Schultz       | Jeff Rake a Bobak Esfarjani            | 12. listopadu 2018 |
| 8            | 8         | Point of No Return          | Není návratu             | Nina Lopez-Corrado    | Gregory Nelsonn a Margaret Rose Lester | 19. listopadu 2018 |
| 9            | 9         | Dead Reckoning              | Určování polohy          | Paul Holahan          | Laura Putney a Margaret Easley         | 26. listopadu 2018 |
| 10           | 10        | Crosswinds                  | Boční vítr               | Michael Smith         | Amanda Green a MW Cartozian Wilson     | 7. ledna 2019      |
| 11           | 11        | Contrails                   | Stopy v mracích          | Marisol Adler         | Matthew Lau a Bobak Esfarjani          | 14. ledna 2019     |
| 12           | 12        | Vanishing Point             | Uprostřed ničeho         | Millicent Shelton     | Jeff Rake a Gregory Nelson             | 21. ledna 2019     |
| 13           | 13        | Cleared for Approach        | Přiblížení povoleno      | Constantine Makris    | Laura Putney a Margaret Easley         | 28. ledna 2019     |
| 14           | 14        | Upgrade                     | Upgrade                  | Craig Zisk            | Matthew Lau a Ezra W. Nachman          | 4. února 2019      |
| 15           | 15        | Hard Landing                | Tvrdé přistání           | Claudia Yarmy         | Gregory Nelson a Bobak Esfarjani       | 11. února 2019     |
| 16           | 16        | Estimated Time of Departure | Předpokládaný čas odletu | Dean White            | Jeff Rake a Amanda Green               | 18. února 2019     |

### Druhá řada (2020)
| Č. v seriálu | Č. v řadě | Původní název         | Český název            | Režie            | Scénář                                 | Premiéra v USA  |
| ------------ | --------- | --------------------- | ---------------------- | ---------------- | -------------------------------------- | --------------- |
| 17           | 1         | Fasten Your Seatbelts | Připoutejte se, prosím | Joe Chappelle    | Jeff Rake a Bobak Esfarjani            | 6. ledna 2020   |
| 18           | 2         | Grounded              | Na zemi                | Claudia Yarmy    | Laura Putney a Margaret Easley         | 13. ledna 2020  |
| 19           | 3         | False Horizon         | Falešný horizont       | Nathan Hope      | Jeannine Renshaw a MW Cartozian Wilson | 20. ledna 2020  |
| 20           | 4         | Black Box             | Černá skříňka          | Sherwin Shilati  | Simran Baidwan a Bobak Esfarjani       | 27. ledna 2020  |
| 21           | 5         | Coordinated Flight    | Koordinovaný let       | Marisol Adler    | Matthew Lau a Margaret Gené Camps      | 3. února 2020   |
| 22           | 6         | Return Trip           | Zpáteční cesta         | Mo Perkins       | Laura Putney a Margaret Easley         | 10. února 2020  |
| 23           | 7         | Emergency Exit        | Nouzový východ         | Jean de Segonzac | Jeannine Renshaw a Ezra W. Nachman     | 17. února 2020  |
| 24           | 8         | Carry On              | Pokračuj               | Nicole Rubio     | Jeff Rake a Simran Baidwan             | 2. března 2020  |
| 25           | 9         | Airplane Bottles      | Lahvičky na palubě     | Ramaa Mosley     | Matthew Lau a MW Cartozian Wilson      | 9. března 2020  |
| 26           | 10        | Course Deviation      | Odchylka z kurzu       | Michael Smith    | Laura Putney a Margaret Easley         | 16. března 2020 |
| 27           | 11        | Unaccompanied Minors  | Nezletilý bez dozoru   | Andy Wolk        | Jeannine Renshaw a Marta Gené Camps    | 23. března 2020 |
| 28           | 12        | Call Sign             | Volací značka          | Joe Chappele     | Simran Baidwan a Ezra W. Nachman       | 30. března 2020 |
| 29           | 13        | Icing Conditions      | Možnost námrazy        | Romeo Tirone     | Jeff Tirone a Matthew Lau              | 6. dubna 2020   |

### Třetí řada (2021)
| Č. v seriálu | Č. v řadě | Původní název       | Český název        | Režie           | Scénář                            | Premiéra v USA  |
| ------------ | --------- | ------------------- | ------------------ | --------------- | --------------------------------- | --------------- |
| 30           | 1         | Tailfin             | Ocas               | Romeo Tirone    | Jeff Rake a Bobak Esfarjani       | 1. dubna 2021   |
| 31           | 2         | Deadhead            | Deadhead           | Romeo Tirone    | Laura Putney a Margaret Easley    | 8. dubna 2021   |
| 32           | 3         | Wingman             | Parťáci            | Michael Smith   | Simran Baidwan a Ezra W. Nachman  | 15. dubna 2021  |
| 33           | 4         | Tailspin            | Vývrtka            | Michael Smith   | Marta Gené Camps                  | 22. dubna 2021  |
| 34           | 5         | Water Landing       | Přistání na vodě   | Marisol Adler   | Matthew Lau                       | 29. dubna 2021  |
| 35           | 6         | Graveyard Spiral    | Zatáčka na hřbitov | Sherwin Shilati | Laura Putney a Margaret Easley    | 29. dubna 2021  |
| 36           | 7         | Precious Cargo      | Vzácný náklad      | Romeo Tirone    | Bobak Esfarjani                   | 6. května 2021  |
| 37           | 8         | Destination Unknown | Cíl neznámý        | Claudia Yarmy   | Eric Haywood a Marta Gene Camps   | 6. května 2021  |
| 38           | 9         | Bogey               | Duch               | Laura Belsey    | Simran Baidwan                    | 13. května 2021 |
| 39           | 10        | Compass Calibration | Kalibrace kompasu  | Ramaa Mosley    | Laura Putney                      | 20. května 2021 |
| 40           | 11        | Duty Free           | Duty Free          | Ruba Nadda      | Bobak Esfarjani                   | 3. června 2021  |
| 41           | 12        | Mayday: Part 1      | May day: 1. část   | Dean White      | Simran Baidwan a Marta Gene Camps | 10. června 2021 |
| 42           | 13        | Mayday: Part 2      | May day: 2. část   | Romeo Tirone    | Jeff Rake a Matthew Lau           | 10. června 2021 |

### Čtvrtá řada (2022–2023)
| Č. v seriálu | Č. v řadě | Původní název                    | Český název                            | Režie            | Scénář                                  | Premiéra v USA    |
| ------------ | --------- | -------------------------------- | -------------------------------------- | ---------------- | --------------------------------------- | ----------------- |
| 43           | 1         | Touch and Go                     | Přistání a vzlet                       | Romeo Tirone     | Jeff Rake a Simran Baidwan              | 4. listopadu 2022 |
| 44           | 2         | All-Call                         | Kontrola                               | Dean White       | Laura Putney a Darika Fuhrmann          | 4. listopadu 2022 |
| 45           | 3         | High Fligh                       | Let ve výšinách                        | Marisol Adler    | Margaret Easley a MW Cartozian Wilson   | 4. listopadu 2022 |
| 46           | 4         | Go-Around                        | Průlet                                 | SJ Main Muñoz    | Matt K. Turner a Ezra W. Nachman        | 4. listopadu 2022 |
| 47           | 5         | Squawk                           | Komunikace se zemí                     | Mike Smith       | Simran Baidwan a Sumerah Srivastav      | 4. listopadu 2022 |
| 48           | 6         | Relative Bearing                 | Relativní kurz                         | Harvey Waldman   | Laura Putney a Ryan Martinez            | 4. listopadu 2022 |
| 49           | 7         | Romeo                            | Rozumím                                | Josh Dallas      | Ezra W. Nachman a Darika Fuhrmann       | 4. listopadu 2022 |
| 50           | 8         | Full Upright and Locked Position | Sedadla zaklapnout do vzpřímené polohy | Erica Watson     | Matt K. Turner a Jimmy Blackmon         | 4. listopadu 2022 |
| 51           | 9         | Rendezvous                       | Rendezvous                             | Cheryl Dunye     | MW Cartozian Wilson a Sumerah Srivastav | 4. listopadu 2022 |
| 52           | 10        | Inversion Illusion               | Iluze inverze                          | Romeo Tirone     | Jeff Rake a Margaret Easley             | 4. listopadu 2022 |
| 53           | 11        | Final Descent                    | Závěrečný sestup                       | Romeo Tirone     | Jeff Rake a Simran Baidwan              | 2. června 2023    |
| 54           | 12        | Bug Out                          | Rychle pryč                            | Romeo Tirone     | Margaret Easley a Darika Fuhrmann       | 2. června 2023    |
| 55           | 13        | Ghost Plane                      | Prázdné letadlo                        | SJ Main Muñoz    | Matt K. Turner a Sumerah Srivastav      | 2. června 2023    |
| 56           | 14        | Fata Morgana                     | Fata Morgána                           | Claire Fowler    | MW Cartozian Wilson a Ryan Martinez     | 2. června 2023    |
| 57           | 15        | Throttle                         | Plynová páka                           | Romeo Tirone     | Laura Putney a Ezra W. Nachman          | 2. června 2023    |
| 58           | 16        | Furball                          | Vzdušný souboj                         | Stacy Muhammad   | Matt K. Turner a Darika Fuhrmann        | 2. června 2023    |
| 59           | 17        | Threshold                        | Práh                                   | Bosede Williams  | MW Cartozian Wilson a Sumerah Srivastav | 2. června 2023    |
| 60           | 18        | Lift / Drag                      | Klouzavost                             | Melissa Roxburgh | Ezra W. Nachman a Ryan Martinez         | 2. června 2023    |
| 61           | 19        | Formation                        | Formace                                | Melissa Roxburgh | Simran Baidwan a Margaret Easley        | 2. června 2023    |
| 62           | 20        | Final Boarding                   | Poslední nástup                        | Romeo Tirone     | Laura Putney a Jeff Rake                | 2. června 2023    |